# Xénie

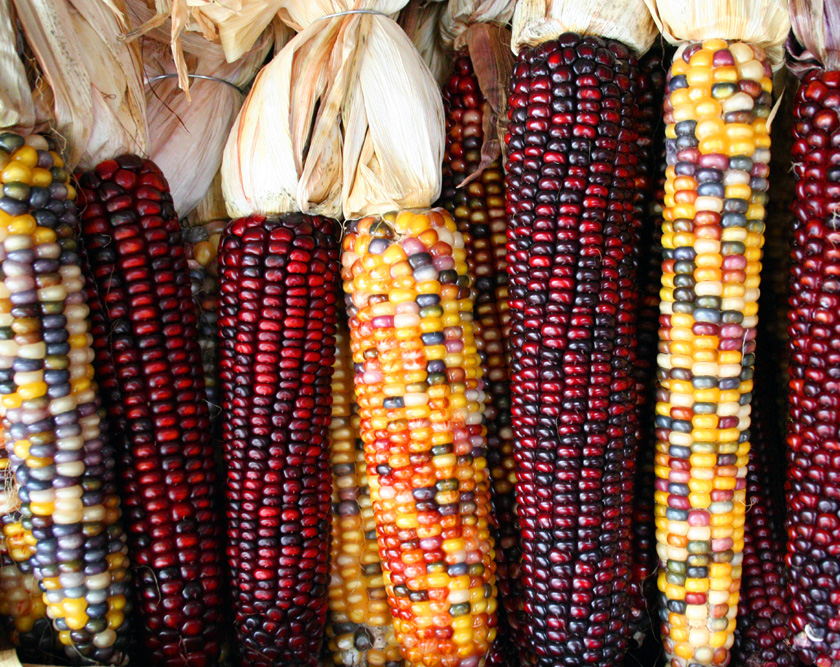
Effets du xénia sur le maïs.

La xénie, aussi appelée double fécondation, peut être définie comme la manifestation de l'effet de gènes du pollen (allopollen, pollen étranger) sur les caractéristiques génétiques du fruit ou de la graine,.
L'effet de xénie peut affecter le développement du péricarpe, du mésocarpe, de l'albumen, mais aussi la forme des fruits ou des graines, leur couleur, leur composition chimique. Ainsi, sur un épi de maïs, on peut trouver, par suite de xénie, des grains de coloration variable ou de type d'amidon différents du standard représentatif de la variété ou de la lignée. 

## Histoire
La découverte en 1899 du processus cytologique de la double fécondation chez les angiospermes par Nawaschine et par Léon Guignard a enlevé au cas bien établi de xénie chez le Maïs tout caractère mystérieux : l'embryon transitoire qui constitue l'albumen des Graminées doit être influencé par le pollen au même titre que l'embryon vrai des Pois et des Giroflées.